# Kostel svatého Jiljí (Rychnov u Nových Hradů)
Kostel svatého Jiljí (Rychnov u Nových Hradů) v Rychnově u Nových Hradů je poprvé zmiňován roku 1261. Během husitských válek byl poničen a opravy byly ukončeny v roce 1500. V letech 1593 a 1845 se opakovaně zřítila věž. V roce 1870 byla v kostele opravena klenba a opěrné pilíře chrámové lodi; v témže roce byla přistavena sakristie. Křtitelnice je kamenná  z přelomu 15. a 16. stol. Vnitřní zařízení kostela pochází z počátku 19. stol. V 90. letech 20. století proběhla rekonstrukce vnějších částí kostela.
Odchylka osy kostela od směru východ-západ činí 5,59°.